# Xin'an (fleuve)
Le Xin'an (caractères chinois : 新安江 ; pinyin : xīn ān jiāng) est le premier nom du fleuve Qiantang de Chine. Il prend sa source dans le comté de Xiuning (休宁县) dans la province de l'Anhui.
Lorsque la rivière Lan se jette dans le Xin'an il prend le nom de Fuchun.

## Parc national du fleuve Fuchun - Xin'an
La parc paysager du fleuve Fuchun - Xin'an (富春江—新安江风景名胜区) a été proclamé parc national le 8 novembre 1982.